# 梶谷玄
梶谷 玄（かじたに げん、1935年1月15日 - ）は最高裁判所裁判官。弁護士。梶谷綜合法律事務所最高顧問。第一東京弁護士会会長や日弁連副会長を歴任。会社法や破産法に精通。
父は梶谷丈夫（第一東京弁護士会元会長、日弁連元副会長）で、日弁連元会長の梶谷剛は実弟。

## 略歴
- 東京府出身[1]。
- 成蹊中学校・高等学校卒業。
- 1957年、東京大学法学部卒業。
- 1959年に弁護士登録。1962年から2年間アメリカに留学し、法律実務を学ぶ。
- 1993年に第一東京弁護士会会長、日本弁護士連合会副会長、IBA（国際法曹協会）理事に就任
- 1999年4月に最高裁判事に就任[2]。足利事件では菅家利和（のち冤罪と判明）の有罪を支持する判決を出した。
- 2005年1月に定年退官。退官後は弁護士を再開。
- 2006年、旭日大綬章受章[3]。

## 参考書籍
- 野村二郎「日本の裁判史を読む事典」（自由国民社）